# パロモマイシン
パロモマイシン(Paromomycin)はアメーバ赤痢、ジアルジア症、リーシュマニア症、サナダムシ感染症などいくつかの寄生虫感染症の治療に用いられる抗菌剤である。妊娠中のアメーバ赤痢やジアルジア症の一次治療に使用される。それ以外の場合は一般的に二次治療に用いられる。投与法は経口、皮膚への塗布、筋肉注射である。
経口薬による主な副作用は、食欲不振、嘔吐、腹痛、下痢などがあげられる。塗布薬による副作用は、ゆみ、赤み、水ぶくれなどがあげられる。注射薬による副作用は、発熱、肝臓病、難聴があげられる。授乳中のヒトへの投与は安全とされる。パロモマイシンはアミノグリコシド系抗生物質に属する薬剤であり、細菌のタンパク質合成を阻止することにより微生物を死滅する。
パロモマイシンは1950年代にStreptomyces Krestomuceticusから発見され、1960年に医薬品として使われるようになった。世界保健機関の必須医薬品リストに掲載されており、最も効果的で安全な医療制度に必要とされる医薬品である。パロモマイシンは後発医薬品として入手できる。 2007年時点のインドでの注射型による一貫の治療にかかる費用は￡4.19~￡8.38ポンドである。2015年時点の米国での一般的な一貫の治療にかかる費用は$200米ドルである。